# Magyarlápos

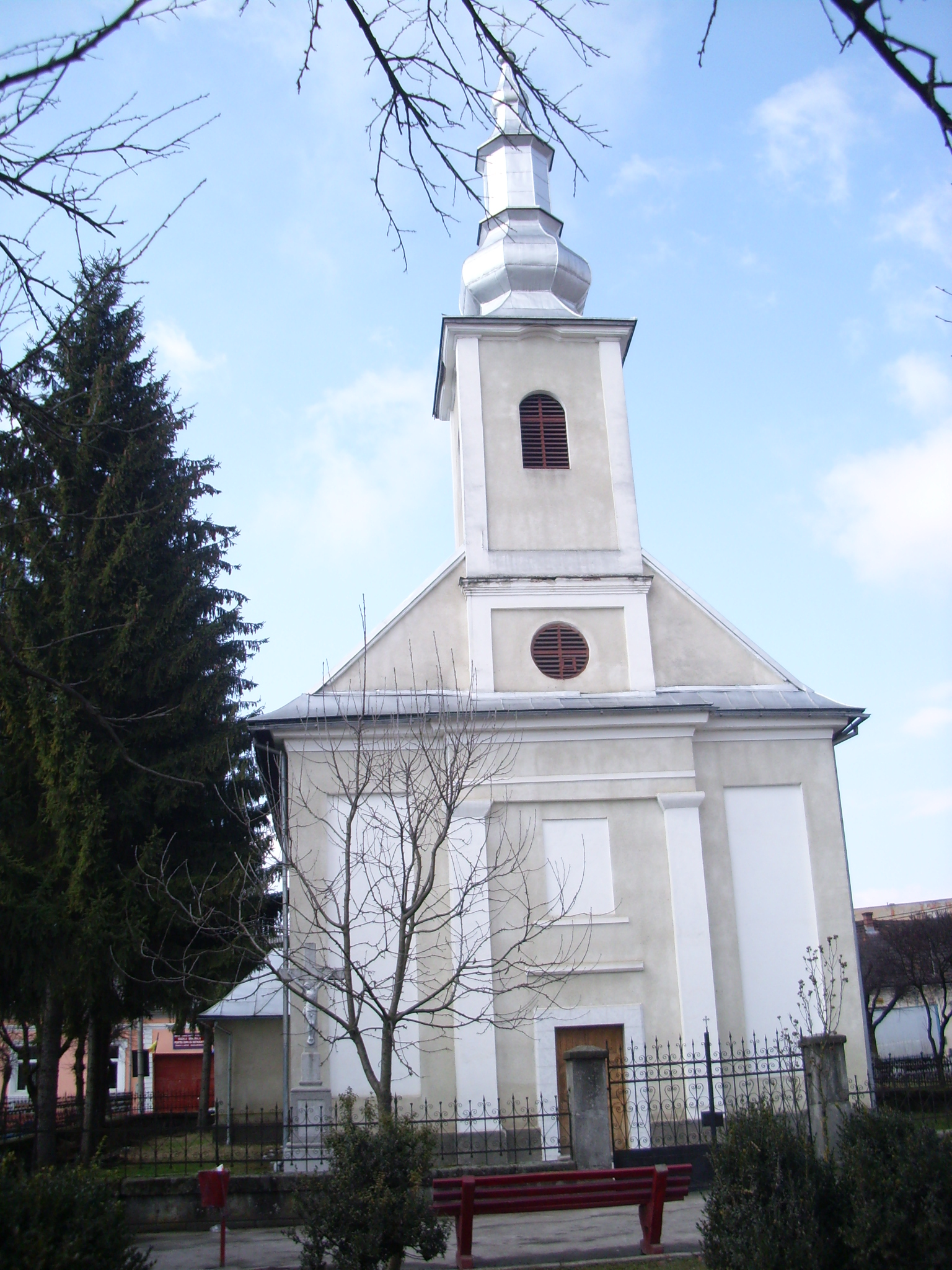
A római katolikus templom

Magyarlápos (románul Târgu Lăpuș, korábban Lăpușul Unguresc, németül Laposch, jiddisül לאפוש) város Romániában, Erdélyben, Máramaros megyében. A Lápos-vidék hagyományos gazdasági központja.

## Fekvése
Nagybányától 47 km-re délkeletre, a Lápos folyó partján fekszik.

## A földrajzi nevek eredete
Első említése: Lapus (1315). Nevét folyójáról kapta. A Magyar- előtag először 1553-ban bukkant föl és Oláhlápostól való megkülönböztetésére szolgált. Az 1600-as években még Jószép- (Yosep-, Josip-) Láposként is emlegették. A monda szerint egy Joszip nevű román alapította. Neki kecskéi voltak, ezért helyet cserélt egy hegyes tájon lakó magyarral, aki viszont lovakat tartott, és így mindkettejük állatai alkalmasabb helyen legelhettek. Mai román neve hivatalos névadás eredménye. Esetleges egykori várára utalhat a Vártető helynév. A Vigyázótetőről feltehetően tatárok betörését figyelték.

## Története
1325-ben vámszedő hely volt. A 14. században határában aranyat bányásztak. 1553-tól  említik mezővárosként és 1603-ban már a Lápos felső völgyére kiterjedő uradalom központjaként.
A reformáció idején lakossága unitárius, majd református hitre tért. A 17. században a hadak többször pusztították, de mindig újjáépült. Román népessége valószínűleg a 18. század második felében települt be és 1798-ban tért át a görögkatolikus hitre.
1750-ből származó adatok szerint Láposon 58 egytelkes nemes család, 6 szabados, 18 jobbágy, 47 zsellér és 8 kóborló lakott. A nemes családok közül a Benkő, Kádár és Técsi család nevezetesebb. A nemesek egytizede román volt.
1876-ig Belső-Szolnok vármegyéhez, 1876-tól Szolnok-Doboka vármegyéhez tartozott. A 17. századtól a második világháború utánig járási székhely volt.
A vidék kézműves és vásáros központja volt. Csütörtöki hetivásárai mellett évente négy országos vásárt is tartott, melyeket a 19. század első felében Bukovinából és Galíciából is látogattak. A mesterségek és a földművelés mellett sokan sófuvarozással is foglalkoztak.
1783-ban a ferencesek újjáalapították római katolikus plébániáját, főleg a református népességből toborozva híveiket. A vallási türelem ritka példájaként a reformátusok 1838 után új templomuk felépüléséig a római katolikus templomban tartották istentiszteleteiket. 1847-ben a magyarság olvasási kedvének föllendítésére Técsi Samu szolgabíró megalapította a Lápos Vidéki Olvasóegyletet. 1854-ben gyógyszertárat nyitottak benne. 1856-ban a görögkatolikusok központi iskolát hoztak létre az egész Lápos-vidék ifjúsága számára, négy gimnáziumi osztállyal, amely 1860-ban alakult át teljesen román tannyelvűvé, de minden szinten kötelező tárgy volt a magyar és a német nyelv. Az iskolát a görögkatolikusok mellett ortodox diákok is látogatták.
Erdélyi mértékkel viszonylag korán zsidók is beköltöztek a településre. Ők Galíciából érkeztek, a haszid irányzathoz tartoztak és 1820-ban alapították hitközségüket. Túlnyomó részük kézművességgel foglalkozott, de a legtöbbjük emellett földet is művelt. A dualizmus korában közülük került ki a járás hivatalnoki elitje. 25 éven át polgármesterként az ortodox zsidó vallású Reich József irányította a helységet. A jiddis nyelvet a magyar kultúrába való integrációjuk mellett is megtartották.
1968 óta város.

## Lakossága
A szomszédos Domokos mellett a túlnyomóan románok lakta Lápos-vidék másik, középkori eredetű magyar lakossággal bíró települése. Magyar nyelvjárása mezőségi típusú.

1850-ben 1529 lakosából 1053 magyar (69%), 280 román (18%), 119 zsidó (8%) és 51 örmény (3%) nemzetiségű.

1910-ben 2671 lakosából 2120 magyar (79%), 403 román (15%) és 129 német (5%) (jiddis) anyanyelvű. Felekezet szerint 961 református, 658 zsidó, 595 görögkatolikus, 320 római katolikus és 128 ortodox.

2002-ben 5844 lakosából 4967 volt román (85%) és 788 magyar (13%) nemzetiségű; 4307 ortodox, 515 református, 379 pünkösdista, 326 római katolikus és 260 görögkatolikus vallású.

## Látnivalók
Csak a főutcájának középső, kiszélesedő része városias jellegű. Itt egymással szemben áll a katolikus és a református templom.
- A főtér épületei közül:
  - a református templom 1752-ben;
  - a római katolikus templom 1841-ben; a tornya 1846-ban;
  - az új kupolás kéttornyú román ortodox (volt görögkatolikus) templom 1906–1912 közt épült,
  - előtte áll a felszabadító román katona szobra;
  - az egykori községháza ma a rendőrség épülete;
  - a 13. házszámú régi iskolaépület 1858-ból való.
- Zsidó temetőjéről ezen az oldalon, a Tîrgu Lăpuș címszó alatt olvasható angol nyelvű ismertető.

## Gazdasága
Helyi viszonylatban jelentős faipara (ládagyár), konfekció- és fonóipara.

## Híres emberek
- Itt született 1745-ben Benkő Ferenc lelkész, mineralógus, a nagyenyedi természettudományi múzeum alapítója, az első magyar ásványtani könyv, a Magyar mineralógia (Kolozsvár, 1786) szerzője.
- Itt született 1805-ben Dr. Csausz Lajos honvédorvos (Magyarlápos, 1805 - Gyula, 1866 október 5).
- Itt született 1866-ban Kovács Dezső író.
- Itt született 1917-ben Csizér Zoltán sebészorvos.
- Itt született 1955-ben Márton Árpád parlamenti képviselő.
- Itt született 1958-ban Mircea Roman szobrász.
- Itt született 1986-ban Onisor Nicorec labdarúgó.
- Itt töltötte gyermekkorát 1943 és 1951 között Szilágyi Domokos költő.

## Képek

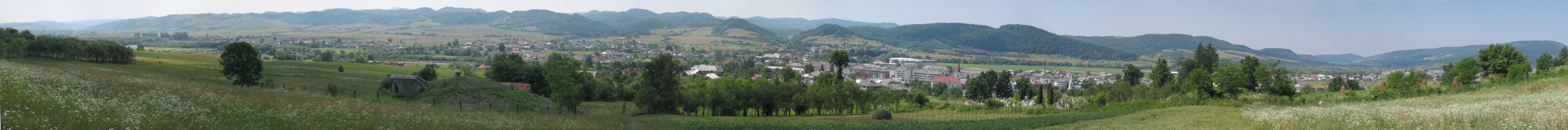
Panorámakép a városról

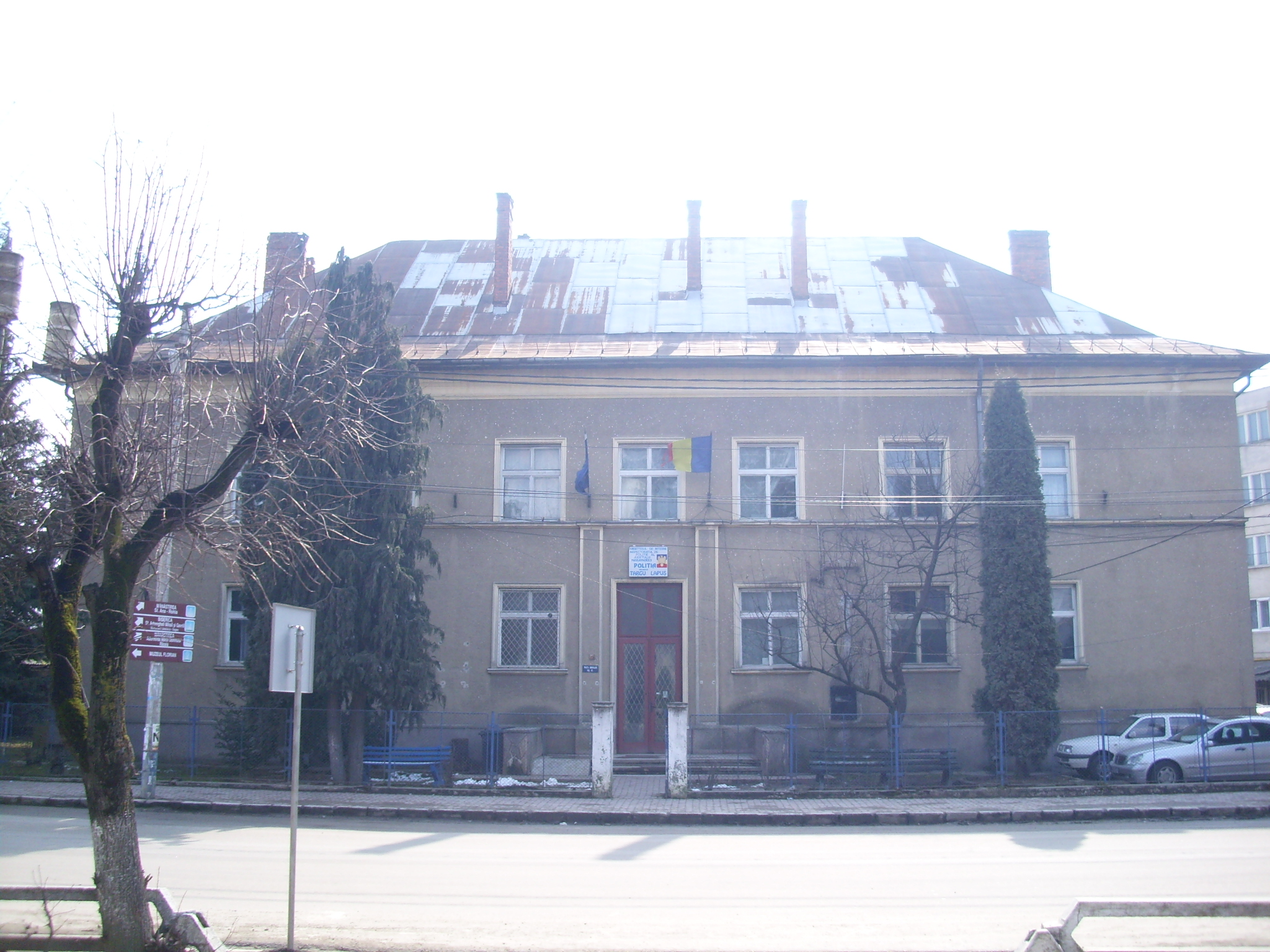
A rendőrség, az egykori községháza épülete
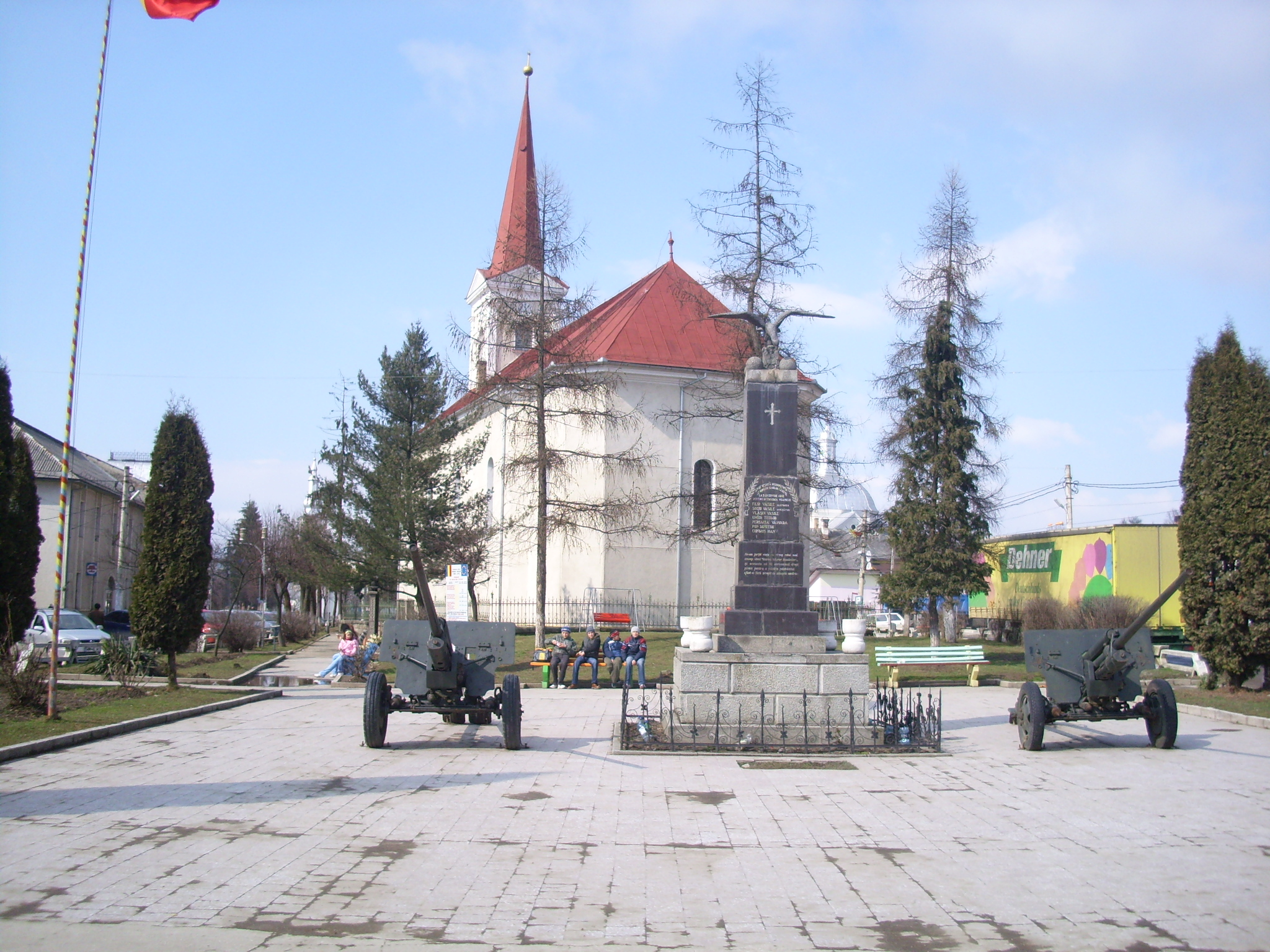
A református templom hátulról
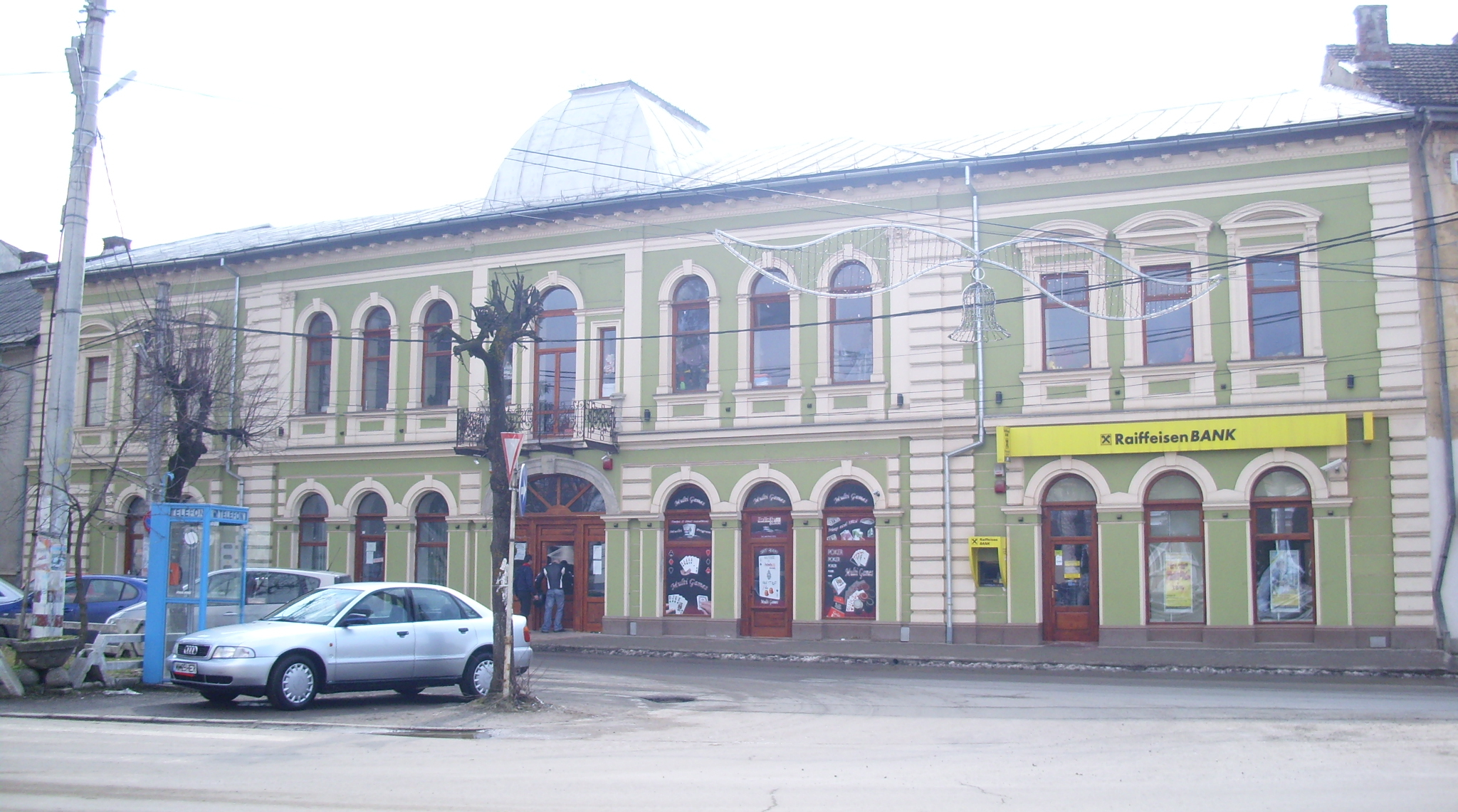
A régi iskola
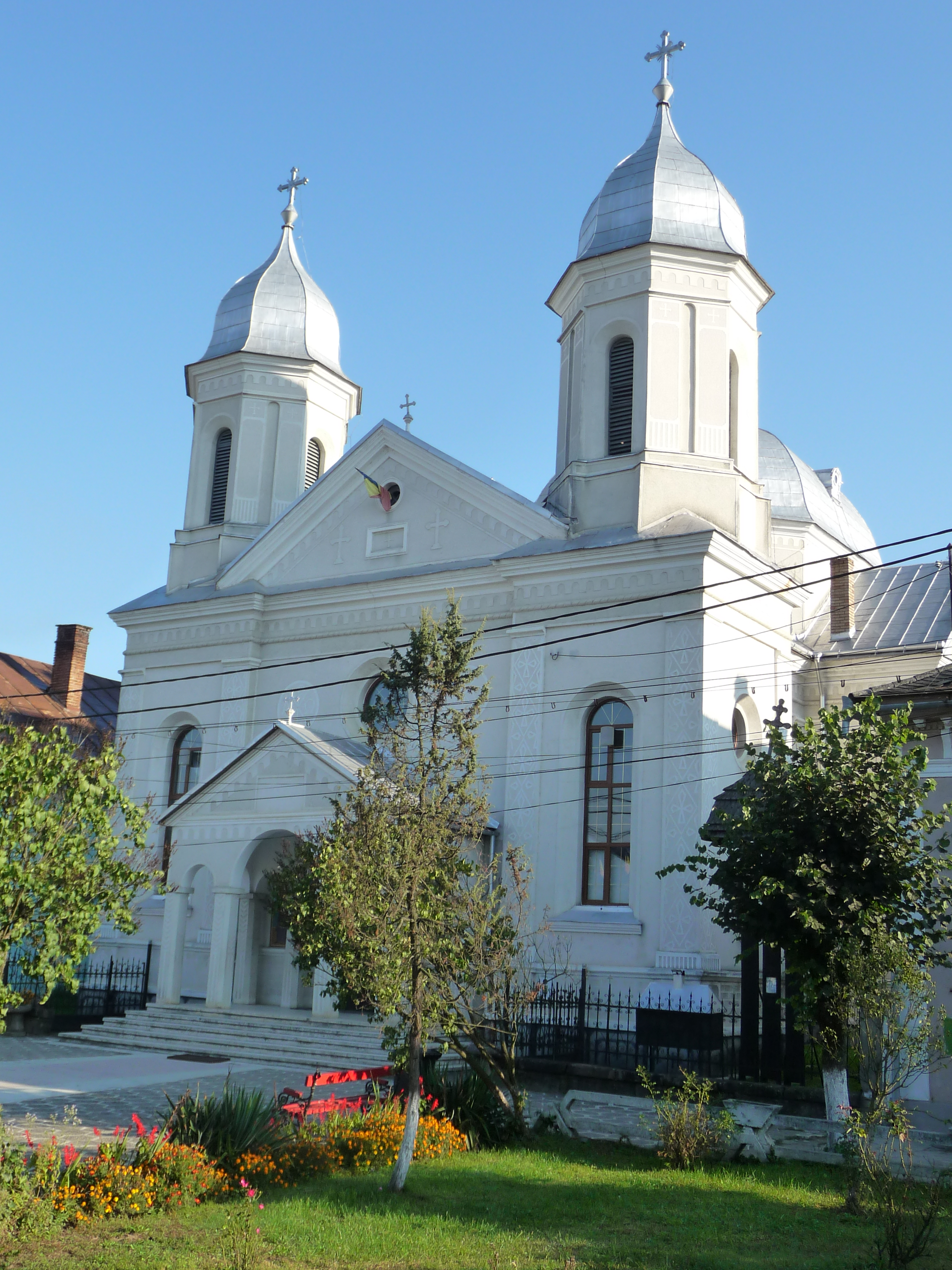
Az ortodox templom